# Ronde van Italië 2025/Zesde etappe
De zesde en langste etappe van de Ronde van Italië 2025 vond plaats op 15 mei. De Australiër Kaden Groves won de etappe in een sprint.

## Parcours
De etappe startte in Potenza. Onderweg waren twee tussensprints in Muro Lucano en Lioni en een Red Bull kilometer in Brusciano. In de eerste helft van de wedstrijd lag met de Valico di Monte Carruozzo een klim van de tweede categorie. Later moest ook nog een beklimming van de derde categorie naar Monteforte Irpino worden afgewerkt. Na 227 kilometer eindigde de rit in Napels.

## Koersverloop
Vroeg in de etappe ontsnapten drie renners uit het peloton: Enzo Paleni, Taco van der Hoorn en leider in het bergklassement Lorenzo Fortunato. Nadat Fortunato op de Valico di Monte Carruozzo de punten voor de bergtrui had opgeëist, liet hij zich terugzakken in het peloton. In de afdaling van de beklimming naar Monteforte Irpino, in het dorpje Baiano, vond vanwege de gladde wegen een grote valpartij plaats. Onder meer Jai Hindley, oud-winnaar en ploeggenoot van topfavoriet Primož Roglič, ging tegen te vlakte en moest de strijd staken. De wedstrijd werd geneutraliseerd, waarna de wedstrijdjury besloot om geen punten en bonificatieseconden uit te delen aan zowel de Red Bull kilometer als de finish. Daarnaast werden er aan de finish in Napels geen tijdsverschillen opgenomen. In de straten van Napels, waar door enkele renners nog wel werd gestreden om de dagzege, was de Australiër Kaden Groves de snelste. In de slotfase van de wedstrijd werden zowel de kopgroep als het peloton opgeschrikt door een protestactie, toen twee personen met afzetlint de weg oprenden.

## Uitslagen
| Potenza – Napels (227 km) |                   |                               |          |
| Plaats                    | Naam              | Ploeg                         | tijd     |
| Winnaar                   | Kaden Groves      | Alpecin-Deceuninck            | 4u59'52" |
| 2                         | Milan Fretin      | Cofidis                       | z.t.     |
| 3                         | Paul Magnier      | Soudal Quick-Step             | z.t.     |
| 4                         | Max Kanter        | XDS Astana                    | z.t.     |
| 5                         | Giovanni Lonardi  | Polti VisitMalta              | z.t.     |
| 6                         | Maikel Zijlaard   | Tudor                         | z.t.     |
| 7                         | Martin Marcellusi | VF Group-Bardiani CSF-Faizanè | z.t.     |
| 8                         | Luca Mozzato      | Arkéa-B&B Hotels              | z.t.     |
| 9                         | Matevž Govekar    | Bahrain Victorious            | z.t.     |
| 10                        | Olav Kooij        | Visma \| Lease a Bike         | z.t.     |

| Algemeen klassement |                       |                         |           |
| Plaats              | Naam                  | Ploeg                   | Tijd      |
| Roze trui           | Mads Pedersen         | Lidl-Trek               | 20u11'44" |
| 2                   | Primož Roglič         | Red Bull-BORA-hansgrohe | + 17"     |
| 3                   | Mathias Vacek         | Lidl-Trek               | + 24"     |
| 4                   | Brandon McNulty       | UAE Team Emirates-XRG   | + 31"     |
| 5                   | Isaac del Toro        | UAE Team Emirates-XRG   | + 32"     |
| 6                   | Juan Ayuso            | UAE Team Emirates-XRG   | + 35"     |
| 7                   | Max Poole             | Picnic PostNL           | + 43"     |
| 8                   | Antonio Tiberi        | Bahrain Victorious      | + 44"     |
| 9                   | Michael Storer        | Tudor                   | + 46"     |
| 10                  | Giulio Pellizzari     | Red Bull-BORA-hansgrohe | + 50"     |
|                     |                       |                         |           |
| 33                  | Thymen Arensman       | INEOS Grenadiers        | + 2'15"   |
| 71                  | Fabio Van den Bossche | Alpecin-Deceuninck      | + 10'12"  |

## Uitvallers
Niet gestart
- Alessandro Pinarello (VF Group-Bardiani CSF-Faizanè): Pinarello kwam in de vijfde etappe ten val en brak daarbij een handwortelbeentje.[8]

Opgave
- Jai Hindley (Red Bull-BORA-hansgrohe): Hindley kwam ten val in de grote valpartij in Baiano, waarna hij de strijd moest staken.[4] Hij hield er een lichte hersenschudding en een breuk in een ruggenwervel aan over.[9]
- Juri Hollmann (Alpecin-Deceuninck): Hollmann brak zijn arm en heup en werd met spoed per luchttransport overgebracht naar het AZ Herentals.[9]
- Dion Smith (Intermarché-Wanty): Ook Smith kon niet verder na dezelfde massale valpartij.[9]

1e etappe ·
2e etappe ·
3e etappe ·
4e etappe ·
5e etappe ·
6e etappe ·
7e etappe ·
8e etappe ·
9e etappe ·
10e etappe ·
11e etappe ·
12e etappe ·
13e etappe ·
14e etappe ·
15e etappe ·
16e etappe ·
17e etappe ·
18e etappe ·
19e etappe ·
20e etappe ·
21e etappe
Startlijst · Eindstanden · Afbeeldingen